# Pilichremylus antennatus
Pilichremylus antennatus är en stekelart som beskrevs av Sergey A. Belokobylskij 1992. Pilichremylus antennatus ingår i släktet Pilichremylus och familjen bracksteklar. Inga underarter finns listade i Catalogue of Life.